# دهستان هیت
دهستان هیت، یکی از دهستان‌های بخش مرکزی شهرستان قصرقند در استان سیستان و بلوچستان ایران است. مرکز این دهستان، روستای هیت است.

## جمعیت
بر پایه سرشماری عمومی نفوس و مسکن در سال ۱۳۹۵، جمعیت دهستان هیت برابر با ۷٬۱۶۰ نفر بوده‌است.